# Rob Stultiens
Robert Arnold Pierre (Rob) Stultiens (Maastricht, 6 oktober 1922 – Bunde, 23 maart 2002) was een Nederlands beeldhouwer, keramist en tekenaar.

## Leven en werk
Stultiens was een zoon van Alphonse Willem Peter Joseph Stultiens en Hubertina Clara Franssen. Zijn vader was naast rijksambtenaar amateurschilder, zijn moeder overleed in het kraambed en Stultiens groeide op onder de hoede van zijn tante. In 1939 ging hij aan het werk bij keramisch atelier Astra in Maastricht. Stultiens werd opgeleid bij Charles Vos aan de Middelbare Kunstnijverheidsschool in Maastricht (1940-1946), met onderbrekingen tijdens de oorlogsjaren. Hij vervolgde zijn studie bij Piet Esser aan de Rijksakademie van beeldende kunsten in Amsterdam (1946-1948) en bij Oscar Jespers aan de Jan van Eyck Academie (1948-1952). Na afronding van zijn studie trouwde hij met textielkunstenares Marijke Thunnissen, die hij aan de Maastrichtse academie had leren kennen. Stultiens maakte onder meer portretten, monumenten en vrije plastieken. Hij noemde zijn werk Rob Art. In 1960 vestigde het echtpaar Stultiens-Thunnissen zich in Bunde.
In 1964 vond de oprichting plaats van een Nederlandse onderafdeling van het Symposion Europäischer Bildhauer, bestaande uit de beeldhouwers Joop Beljon, tevens directeur van de Koninklijke Academie van Beeldende Kunsten in Den Haag, Willem Commandeur, Herman van der Heide en Rob Stultiens. Stultiens was daarnaast lid van de Beroepsvereniging van Beeldende Kunstenaars, de Nederlandse Kring van Beeldhouwers en de stichting Kunst & Cultuur Limburg. Hij exposeerde meerdere malen. Stultiens ontving in 1969 de Hustinxprijs. Toen hij in 1976 zijn zilveren jubileum als beeldhouwer vierde, werd in het Bonnefantenmuseum een overzichtstentoonstelling gehouden.
Stultiens was naast kunstenaar leraar aan de Academie voor tekenleraren, Tilburg (1973-1975) en gaf handvaardigheid aan het Mollerinstituut, afdeling Tehatex (vanaf 1975). In 1995 werden Stultiens en zijn vrouw benoemd tot ridder in de Orde van Oranje-Nassau.
Stultiens overleed in 2002 op 79-jarige leeftijd en werd begraven bij de Sint-Agneskerk. Zijn weduwe gaf een half jaar later het boek Rob Stultiens, reis door het land van verbeelding uit, in samenwerking met Willem K. Coumans en J.J. Beljon.

## Werken (selectie)
- 1947: Maria, bidt voor ons (bidweg Sterre der Zee), Maastricht
- ca. 1955: sacramentsaltaar voor de Sint-Lambertuskerk (Haelen)
- 1957: Godefridus Henschenius, Odapark, Venray
- 1958: Flora, Vlaardingen
- jaren 60: zonder titel ('het blauwe stoplicht'), Gulpen
- 1960: gevelreliëfs Katholieke Sociale Academie, Sittard
- 1961: Aan resident Jan P.K. van Eechoud, een pionier op Nieuw-Guinea, Horst
- 1961: gevelsteen met duif voor de Heilige Geestkerk in Meezenbroek (Heerlen)
- 1962: Mariken van Nimwegen, Molenweg, Nijmegen
- 1967: metaalplastiek bij Etos, Eindhoven.
- 1968: metaalplastiek, Rijkspolitie, Eindhoven
- 1969: metaalplastiek, mythylschool, Valkenburg
- 1969: Het torentje op het gemeentehuis in Hulsberg, in 2006 verplaatst naar groenstrook.[10]
- 1970: Rode Robot, Hilversum
- 1970: metaalplastiek / speelelement, Schaesberg
- 1971: metaalplastiek ziekenhuis Venray
- 1985: Pierre Kemp, Maastricht

## Afbeeldingen

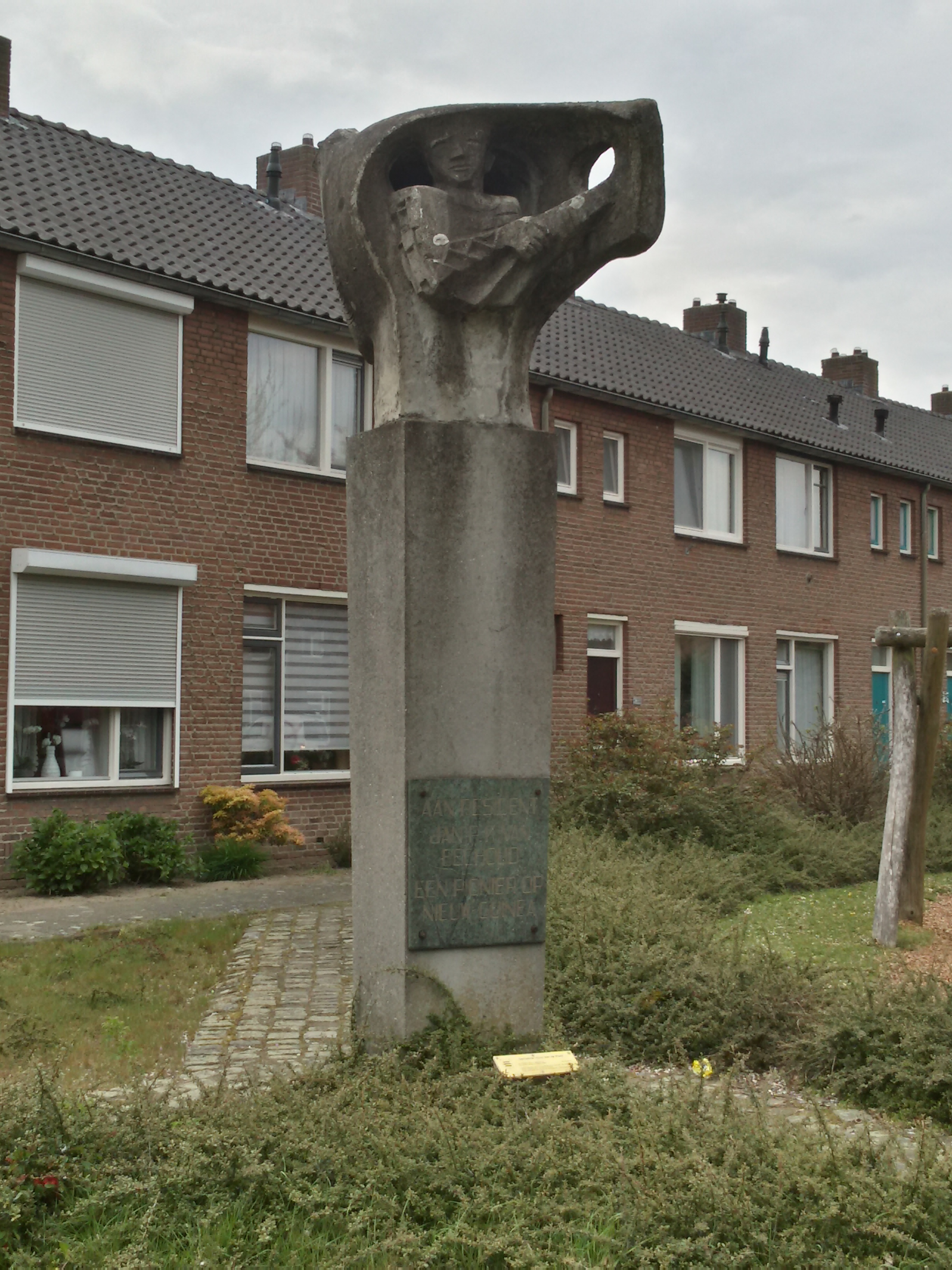
Aan resident Jan P.K. van Eechoud
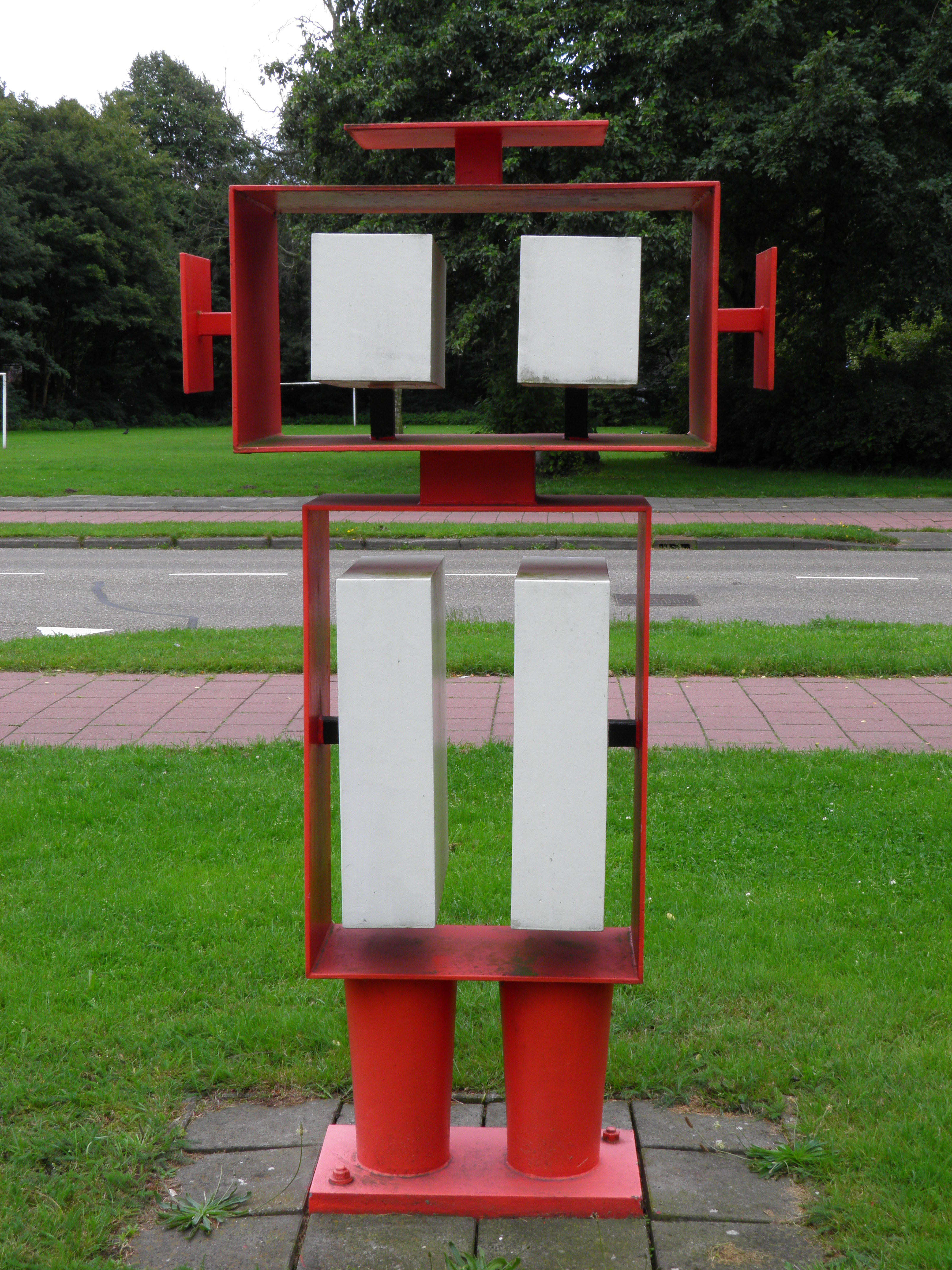
Rode Robot
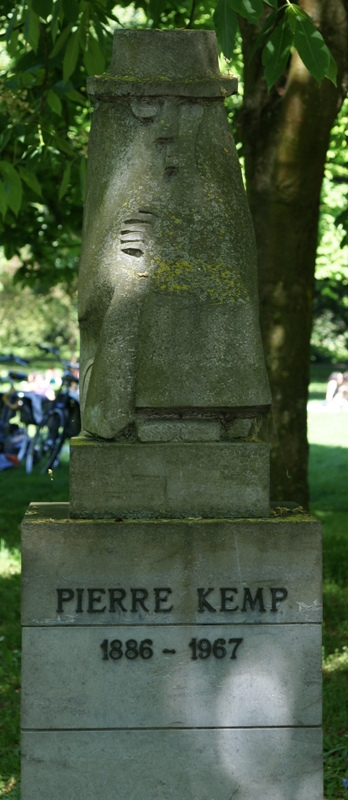
Pierre Kemp

- Biografisch Portaal: 81442678
- Nederlandse Thesaurus van Auteursnamen: 069323429
- RKD-Nederlands Instituut voor Kunstgeschiedenis: 75937
- Virtual International Authority File: 280593486
- WorldCat: E39PBJqk9dmvKjHFTdxx4HB3wC